# John Bryson
John Bryson Sr. (ur. 20 lipca 1819, zm. 11 października 1907) – amerykański polityk, budowlaniec, bankier i przedsiębiorca. Dziewiętnasty burmistrz Los Angeles.
Urząd piastował od 10 grudnia 1888  do 25 lutego 1889. Jego kadencję zakończyło przyjęcie nowego statutu miasta. Powołał sześciu swoich synów do służby  w Departamencie Policji Los Angeles (wówczas liczyła ona 80 osób). Był budowniczym Bryson Building znajdującego się w przy Spring Street i 2nd Street i twórcą State Loan and Trust Company.